# Typ Proteus
Der Kühlschiffstyp Proteus wurde ab 1951 in sechs Einheiten gebaut. Das Typschiff Proteus war der erste Kühlschiffsneubau der Bundesrepublik Deutschland. Der Entwurf entstand in sechs Einheiten auf zwei verschiedenen Bauwerften. Das Proteus-Design war eine Weiterentwicklung der letzten vor dem Zweiten Weltkrieg gebauten Typen und bildete später die Basis zum Entwurf größerer Entwürfe derselben Werft.

## Hintergrund
Nachdem im November 1949 durch das Petersberger Abkommen eine weitere Lockerung der Beschränkungen für den Schiffbau erreicht wurde, erhielt Deutschland die Erlaubnis zum Bau von sechs Kühlschiffen, deren Geschwindigkeit über der der bisher erlaubten Potsdam-Schiffe lag. Die ersten zwei Neubauten, Proteus und Perseus, wurden für die Afrikanische Frucht-Compagnie der Hamburger Reederei F. Laeisz bestellt. Der Schiffsentwurf wurde vom Schiffbauer William Scholz und dem Konstrukteur Weingart durchgeführt, abgeliefert wurden die beiden auf der Deutschen Werft in Hamburg gebauten Schwesterschiffe im April und Juli 1951.

## Technische Beschreibung
Die beiden Schiffe besaßen eine Tragfähigkeit von 3500 Tonnen und einen Kühlrauminhalt von rund 6200 m3. Der Antrieb wurde durch einen MAN Sechszylinder-Dieselmotor mit 4100 PS Leistung besorgt, der eine Geschwindigkeit von 16,5 kn ermöglichte. Auf den ersten beiden Schiffen standen zwölf Passagierplätze zur Verfügung.

### Ladungskühlanlage
Anders, als bei früheren Schiffen der Reederei, konnte die Kühlanlage einerseits grundsätzlich Temperaturen von +12 °C bis −12 °C erzeugen, andererseits in den Unterräumen der Laderäume 2 und 3 auch Tiefkühltemperaturen von −20 °C aufrechterhalten. Drei Ammoniakverdichter, die von je einem E-Motor (110 PS) angetrieben wurden, dienten zur Kälteerzeugung. Die Kühlung erfolgte indirekt, d. h. die Verdampfungsenthalpie des Kältemittels Ammoniak (NH3) wurde auf Solekreisläufe übertragen, die wiederum die Luft in den einzelnen Laderäumen abkühlte. Drei Solepumpen mit je 90 m³/h Fördervolumenstrom bei einem Nenndruck von 3,4 bar sorgten für die Umwälzung in den Solesystemen. Zur Umwälzung der Luft (bis 60fache Umwälzung pro Stunde) wurden sieben Luftkühler und acht Lüfter eingebaut. Die Raumluft zum Kühlen strömte horizontal durch die Ladung, von einer Schiffseite zur gegenüberliegenden. Diese Luftkanäle waren begehbar ausgeführt, damit wurden Ladungskontrollen und Temperaturmessungen in der Ladung ermöglicht. Die  Außenhaut, Decks und Schotten der Laderäume wurden nach dem Alfol-Knitterverfahren isoliert, neben der Gewichtsersparnis ist die dabei verwendete Aluminiumfolie verglichen mit den bisherigen organischen Isoliermaterialien weniger brandgefährdet.

## Schwesterschiffe

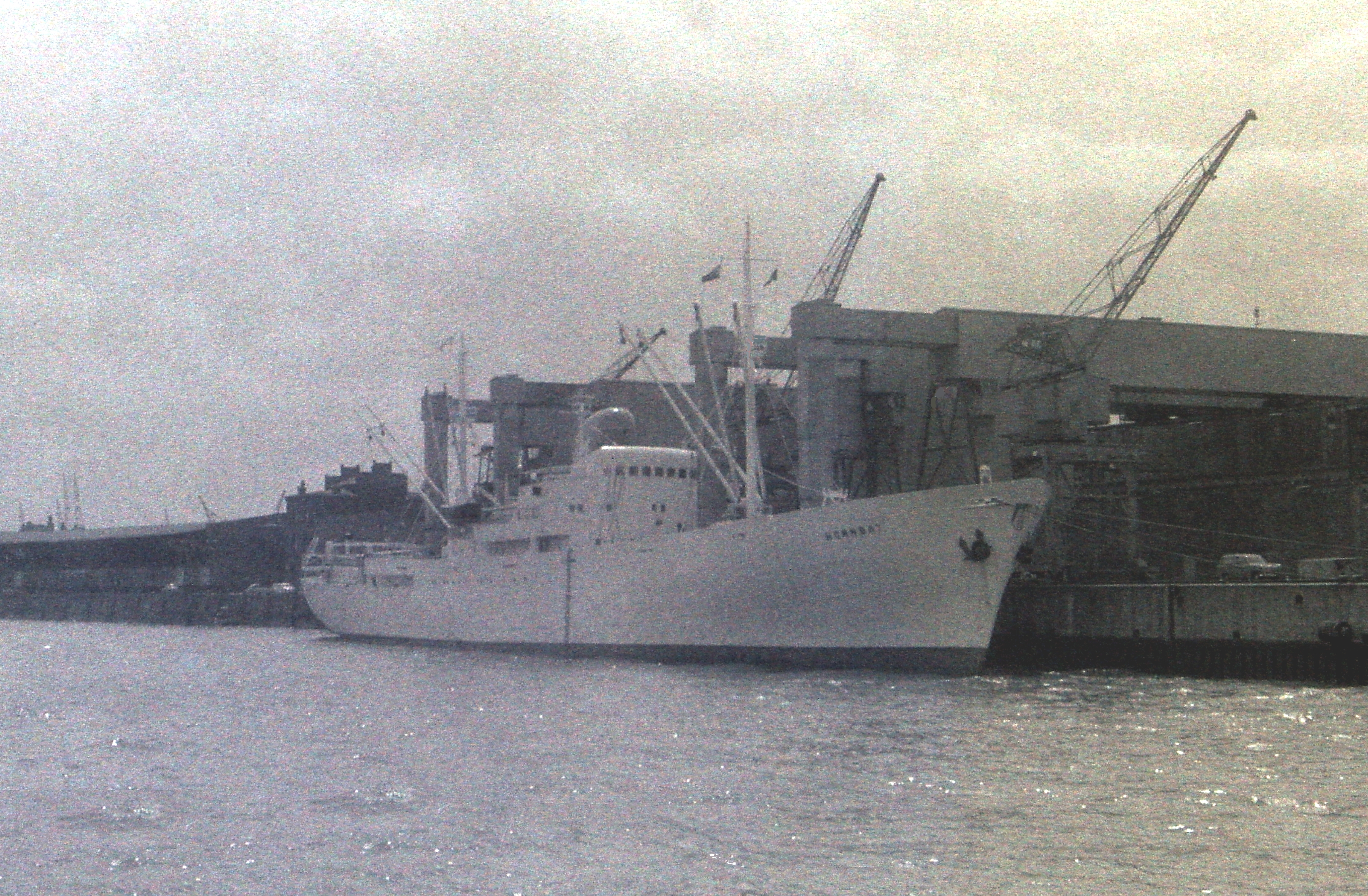
Die Hornbay, 1965 in Hamburg

1955 erhielt die Reederei Horn-Linie zwei Nachbauten derselben Werft, die sich durch eine leistungsstärkere Antriebsanlage mit einem 5340 PS leistenden MAN Achtzylinder-Dieselmotor, einem rund 100 Kubikmeter größeren Laderaum und einer auf sechs Plätze verkleinerten Passagierkapazität unterschieden.
Einige Jahre darauf bestellte die Kommanditreederei Harald Schuldt aus Hamburg nochmals zwei weitere Nachbauten bei der finnischen Werft Valmet Oy Pansion Telakka in Turku, die nach den Plänen der Deutschen Werft entstanden und 1959 abgeliefert wurden. Auch diese verfügten über einen  gegenüber den direkten Vorbauten nochmals um rund 100 Kubikmeter vergrößerten Laderaum. Darüber hinaus besaßen die letzten beiden Einheiten keine Passagierkammern mehr und fuhren mit nur 31 Mann Besatzung (Vorbauten: 40).

## Die Schiffe
| Schiffsname | Bauwerft / Baunummer | IMO Nummer | Indienststellung                                           | Auftraggeber                                               | Spätere Namen und Verbleib |
| ----------- | -------------------- | ---------- | ---------------------------------------------------------- | ---------------------------------------------------------- | --- |
| Proteus     | Deutsche Werft / 626 | 5286037    | 7. Juli 1951                                               | F. Laeisz                                                  | 1966 Scebeli, 1973 Diamond Fruit, nach Brand an Bord am 4. Januar 1977 in Keelung gesunken, später gehoben und verschrottet                         |
| Perseus     | Deutsche Werft / 627 | 5275179    | 27. August 1951                                            | F. Laeisz                                                  | 1966 Kyrios Stelios, 26. Oktober Maschinenschaden, ab 8. März 1974 Abbruch in Split                                                                 |
| Horncap     | Deutsche Werft / 693 | 5155070    | 31. Mai 1955                                               | Horn-Linie                                                 | 1967 Tai Yuan, 1986 verschrottet |
| Hornbay     | Deutsche Werft / 694 | 5155006    | 6. September 1955                                          | Horn-Linie                                                 | 1967 Hai Yi, 1972 Kuo Ming am 6. November 1975 zum Abbruch in Kaohsiung eingetroffen                                                                |
| Aldenburg   | Valmet Oy / 238      | 5009582    | 18. Dezember 1958                                          | Partenreederei „Aldenburg“ / K.R. Harald Schuldt, Hamburg  | 1968 Frigoartico, 1971 Cabo Bojeador, ab 31. August 1983 bei Tien Cheng Steel Manufacturing Company in Kaohsiung verschrottet                       |
| Artlenburg  | Valmet Oy / 252      | 5025835    | 30. Dezember 1959 fertiggestellt / Januar 1960 abgeliefert | Partenreederei „Artlenburg“ / K.R. Harald Schuldt, Hamburg | 1968 Frigoantartico, 1972 Cabo San Agustin, am 19. Juli 1983 bei Tien Cheng Steel Manufacturing Company in Kaohsiung zur Verschrottung eingetroffen |